# Édifice fédéral William Jefferson Clinton
L'édifice fédéral William Jefferson Clinton est situé dans le Triangle fédéral à Washington, près de l'ancien bureau de poste. Initialement connu comme étant le nouveau bureau de poste, l'édifice abritait le siège du département des Postes jusqu'à ce que ce département ait été remplacé par l'Administration des postes en 1971.  Le bâtiment, qui abrite aujourd'hui le siège de l'Agence de protection de l'environnement, a d'abord été rebaptisé édifice fédéral Ariel-Rios le 5 février 1985, en l'honneur d'Ariel Rios (en), un agent spécial pour le Bureau of Alcohol, Tobacco, Firearms and Explosives qui a été tué lors d'une opération d'infiltration le 2 décembre 1982. Après que le gouvernement fédéral a annoncé que l'édifice serait renommé à nouveau, cette fois en l'honneur de l'ancien président Bill Clinton, le 13 mai 2013, le bâtiment fut officiellement rebaptisé édifice fédéral William Jefferson Clinton lors d'une cérémonie qui eut lieu le 17 juillet 2013. Le bâtiment a été rénové en 1993,, la façade de calcaire en 1998, et la cour sud en 2007.